# Потёмкин, Василий Васильевич (химик)
Василий Васильевич Потёмкин (1892—1947) — профессор и декан химического факультета Московского университета.

## Биография
Родился в семье мелкого предпринимателя. Учился в Немецком приготовительном училище, а затем в 1-й Петербургской гимназии (1903—1911), после чего поступил на медицинский факультет Юрьевского университета. Во время учёбы в университете начал заниматься педагогической деятельностью в качестве преподавателя биологической химии. В университете определились и его политические взгляды — он «заведовал подпольной Социал-демократической библиотекой Ярославского студенческого землячества в Юрьеве». В связи с началом Первой мировой войны Потёмкину пришлось прервать учёбу на четвёртом курсе (1915) — был мобилизован как врач в армию. В 1916 году ему удалось приехать в Юрьев, чтобы сдать выпускные экзамены на звание врача.
Вернувшись с войны, начал работу школьным врачом в одной из сельских школ Ярославской губернии. За короткое время ему удалось сделать как врачебную, так и политическую карьеру. Заведующий Губернским отделом здравоохранения (1919). Руководитель агитационного отдеал Ярославского губернского комитета партии (1920). Начал преподавать биохимию на медицинском факультете Ярославского университета, возглавил кафедру физиологической химии, а в марте 1922 года был назначен ректором Ярославского университета. После закрытия Ярославского университета в 1924 году Потёмкин был приглашён на работу в Москву.
В сентябре 1924 года был назначен начальником Организационно-административного отдела Наркомздрава. Почти сразу же начал работать и практическим врачом — на этот раз в должности врача Центрального комитета ВКП(б). Потёмкин был близко знаком со Сталиным, более того, согласно воспоминаниям сына, некоторыми поступками заслужил его доверие и расположение. Потёмкин оставался врачом ЦК до января 1928 года и впоследствии никогда не подвергался никаким репрессиям.
Директор Биохимического института Наркомздрава (1929—1935).
Профессор химического факультета МГУ (1929—1939) по курсу «Общие проблемы биохимии». Декан химического факультета МГУ (1929—1930, 1937—1939). Проректор МГУ по научной части (1939—1941).
Умер в 1947 году. Похоронен на Даниловском кладбище.